# Lekki (lagoa)
Lekki, por vezes escrito Leeki, é uma lagoa localizada em Lagos e Ogun, estados da Nigéria.  A lagoa situa-se a leste da lagoa de Lagos e está conectada a ela por um canal. É cercada por muitas praias.

## Empreendimentos imobiliários
Existem duas fases na vizinhança Lekki, que são Lekki fase I e Lekki fase II. A Lekki fase I é considerado um dos lugares mais caros para se viver no estado de Lagos.[carece de fontes?] Isto é devido aos mais recentes desenvolvimentos habitacionais que estão sendo criados no Eixo Lekki fase I. Prevê-se por muitos que os arredores da Lekki Península em breve se tornará a melhor área para viver e trabalhar em Lagos.
As casas em Lekki são muito grandes e caras, devido à sua alta demanda.
Devido à construção extensa acontecendo em Lekki, ocorreu grande destruição dos remanescentes pântanos de águas cristalinas e pequenos habitats selvagens restantes no estado de Lagos. O único lugar onde qualquer conservação da natureza é encontrado está no Lekki Conservation center, gerido pela Nigerian Conservation Foundation. Lekki tem 2 principais governos locais - Eti-osa e Epe.